# محمود هواري
محمود هوَّاري (ولد 1953 م) عالم آثار فلسطيني، وباحث كاتب، وأستاذ جامعي، كان مدير المتحف الفلسطيني في بيرزيت من 2016 إلى 2018.

## حياته
وُلد محمود هوَّاري في معالوت ترشيحا، وحصل على شهادتي ماجستير ودكتوراه من جامعة لندن، وكان محاضرًا في جامعة أكسفورد من عام 2004 إلى 2007، وأستاذًا زائرًا في جامعة بيرزيت من عام 2009 إلى 2012، وعمل مدرسًا في جامعة القدس وجامعة بيت لحم.
عُيّن في مايو 2016 مديرًا للمتحف الفلسطيني في بيرزيت، قبل أسبوعين من افتتاح المتحف، خلفًا لجاك بيرسكيان، الذي استقال بسبب خلافات مع مجلس الإدارة بعد ثلاث سنوات ونصف.
عمل باحثًا مشاركًا في مركز الخليلي للأبحاث بجامعة أكسفورد، وأمينًا للمتحف البريطاني في لندن.
في مايو 2016، كان يُعد كتابًا بعنوان "قلعة القدس: دراسة أثرية ومعمارية شاملة"، دراسة الأكاديمية البريطانية من قبل مطبعة جامعة أكسفورد.

## آثاره
- القدس الأيوبية (1187-1250): دراسة معمارية وأثرية، أكسفورد، 2007 (ردمك 978-1407300429).
- الحج والعلوم والتصوُّف، الفن الإسلامي في الضفة الغربية وغزة، (السلطة الفلسطينية ومتحف بلا حدود، إليكتا، الفارس)، فيينا وعمان 2004 (مؤلف مشارك، محرر مشارك).(ردمك 1-874044-42-2).